# Ioichthys kashkini
Ioichthys kashkini is een straalvinnige vissensoort uit de familie van de hemelkijkers (Opisthoproctidae). De wetenschappelijke naam van de soort is voor het eerst geldig gepubliceerd in 2004 door Parin.